# Zulma Ortiz
Zulma Ortiz (Rivadavia, San Juan, Argentina; 1 de abril de 1964) es médica y política argentina, ministra de Salud de la Provincia de Buenos Aires desde 2015 hasta 2019.

## Infancia y juventud
Zulma Ortiz nació en el barrio Huazihul de Rivadavia, en la provincia de San Juan. Es la menor de 5 hermanos (3 varones y 2 mujeres). Hizo la escuela primaria en la Escuela Padre Francisco Pérez Hernández y terminó la secundaria en el Instituto Dante Alighieri, en la capital. 
En 1983, empezó la carrera de Medicina en la Universidad Nacional de Cuyo, Mendoza recibida de reumatóloga.

## Carrera profesional
Ejerció como coordinadora del programa Vigi+A del Ministerio de Salud de CABA durante el gobierno de Mauricio Macri.Ministra de salud bonaerense desde el 10 de diciembre de 2015 hasta mediados de 2017 cuando se produce su renuncia en medio de un extenso conflicto con los médicos de hospitales públicos bonaerenses a causa de “falta de gestión y desgaste personal”.
Según los datos oficiales publicados por la Contaduría General de la Provincia de Buenos Aires, el Ministerio de Salud provincial ejecutó durante el primer semestre de 2016 el 2.08% del total asignado al Programa de “Prevención y Atención de la Violencia Familiar y de Género.

## Ministra de salud provincial
En 2016 fue nombrada  Ministra de Salud de la Provincia de Buenos Aires, como parte del gabinete de la Gobernadora María Eugenia Vidal (Alianza Cambiemos). Fueron los directivos de la cadena de Farmacity quienes le acercaron a Vidal el nombre de Ortiz, según investigación periodísticas su nombramiento obedeció al lobby  la cadena Farmacity, propiedad del ministro macrista Mario Quintana
Su gestión enfrentó una crisis hospitalaria provincial, además desmanteló las Unidades de Pronta Atención (UPA), impulsadas por la gestión anterior, Ortiz no pudo revertir el deterioro de los 80 hospitales provinciales. También se la señaló por el abandono de las Unidades de pronta atención en diferentes barrios. El Presidente del Bloque de Concejales del Frente Renovador de Lomas de Zamora responsabilizó a Ortiz por el estado de abandono en que se encuentra el UPA de Villa Fiorito. misma situación se denunció en General Madariaga donde la provincia le adeudaba más de cinco meses de sueldo a los médicos, y se llevó a cabo el cierre del establecimiento sanitario, también se advirtió que se estaba vaciando de insumos dependencias en Moreno y Tres de Febrero. Luego de que se oficializara la renuncia de Zulma Ortiz la Asociación Sindical de Profesionales de la Salud de la Provincia de Buenos Aires (CICOP), catalogaron de fracaso”a su gestión.
Durante su gestión como ministra se produjo un aumento de la mortalidad infantil en la provincia, contrastando con el año 2015 antes de su gestión, cuando se había registrado la tasa más baja de la historia al alcanzar por primera vez un dígito. También se produjo una fuerte subejecución presupuestaria De los casi 30 mil millones asignados, solo utilizó 12 mil millones. Del Plan Provincial del Cáncer, cuyo presupuesto era 606 millones solo se utilizaron 104.2 millones, entre otras áreas.
Durante su gestión se sucedieron varios paros en reclamo de mejoras salariales, reclamos contra la falta de medicamentos e insumos básicos, y por la crisis edilicia que afecta a los nosocomios. También se denunció que no se estaban ejecutando muchas partidas contempladas en el Presupuesto 2016. Por ejemplo, en el rubro bienes de consumo (que incluye insumos y provisiones para hospitales), se presupuestaron para todo el año 3438 millones de pesos y, según la Contaduría de la Provincia, en el primer semestre solo se gastaron 839 millones. La subejecución presupuestaria también se hizo evidente en programas como VIH-Sida y Hepatitis Virales, que en el primer semestre no insumieron un solo peso de los 20 millones asignados. Algo similar ocurre con Salud Bucal, que solo utilizó 92.000 pesos  de los 6,1 millones; o con Prevención de las Adicciones y Violencia de Género, que gastaron apenas 49.000 de los 2,3 millones presupuestados.
En 2016 fue embargada por 325.000 pesos por el Juzgado en lo Contencioso Administrativo N.º 1 de La Plata, quien ordenó multar y embargar  a la funcionaria, a raíz del incumplimiento de una medida cautelar que dictaminó la cobertura de prestaciones médicas, tratamiento, intervenciones y medicamentos a un paciente “de alto riesgo y en delicado estado de salud”. Según el fallo, la ministra Ortiz mostró “una clara desobediencia de la orden judicial”. Además advierte que “el incumplimiento de las órdenes del Poder Judicial implica un acto de suma gravedad institucional, y la negación misma del Estado de Derecho, que exige el pleno sometimiento de la Administración al ordenamiento jurídico, a la vez que socava la legitimidad del poder administrador para exigir el cumplimiento de las leyes a los ciudadanos”.
La cartera de salubridad provincial, hasta el 30 de septiembre de 2016, revelab una ejecución de apenas el 29% del presupuesto asignado, se detectó la faltante de insumos sanitarios estratégicos como botiquines con medicamentos del programa REMEDIAR, preservativos y anticonceptivos orales Finalizado el primer año el programa de Salud Bucal tuvo una ejecución del 1,5 por ciento, el de Salud Mental y Adicciones ejecutó solo 6,62 por ciento.
En tanto, el de Prevención y Atención de Violencia Familiar y de Género ejecutó el 8,66 por ciento. Nicolás Kreplak, presidente de la Fundación Soberanía Sanitaria, la falta de reparto de preservativos  implicó que aumenten las enfermedades de transmisión sexual y los embarazos no deseados.
Para el programa “Administración CUCAIBA” organismo a cargo de regular el acceso a los trasplantes en la provincia, la ejecución fue del 3,76 %; en el caso de las partidas para “Salud Mental y Adicciones”, no llegó al 4 %. En cuanto a “Salud Comunitaria y Entornos Saludables”, el uso de fondos marcó un 0,07 %; y para los programas de “Enfermedades de Transmisión Sexual (ETS), VIH-Sida y Hepatitis Virales”: las planillas muestran que en seis meses no se había devengado ni uno sólo de los 20 millones destinados. En el rubro “Enfermedades Crónicas no Transmisibles”, se gastó un 5,21 % del presupuesto asignado; en “Salud Bucal”, 1,5 %; y en “Salud de la Mujer, Infancia y Adolescencia”, 25,5 %. Las partidas de “Rehabilitación” se emplearon en un 3,5 %; las de “Epidemiología e Información Sistematizada”, en un 0,39 %; Para el programa “Administración CUCAIBA” –el organismo a cargo de regular el acceso a los trasplantes en la provincia–, la ejecución fue del 3,76 %; en el caso de las partidas para “Salud Mental y Adicciones”, tampoco llegó al 4 %. En cuanto a “Salud Comunitaria y Entornos Saludables”, el uso de fondos marcó un 0,07 %; y fue aun peor para el ítem “Enfermedades de Transmisión Sexual (ETS), VIH-Sida y Hepatitis Virales”: las planillas muestran que en seis meses no se había devengado ni uno sólo de los $20.022.000 destinados. En el rubro “Enfermedades Crónicas no Transmisibles”, se gastó un 5,21 %; en “Salud Bucal”, 1,5 %; y en “Salud de la Mujer, Infancia y Adolescencia”, 25,5 %. Las partidas de “Rehabilitación” se emplearon en un 3,5 %; las de “Epidemiología e Información Sistematizada”, en un 0,39 %; en tanto se ejecutó el 2 % del presupuesto del programa para la “Prevención y Atención de la Violencia Familiar y de Género” que está bajo la órbita del Ministerio de Salud provincial, que encabeza Zulma Ortiz.
El 7 de julio de 2017 renunció al cargo alegando "motivos de índole personal". Ortiz renunció por "acumulación de cosas, falta de gestión y desgaste personal", tal como expresó. En su reemplazo entrará el viceministro de Salud de la Nación, Andrés Scarsi. Luego de firmar una resolución para que la provincia de Buenos Aires adhiera al protocolo nacional de aborto no punible, fue obligada a dar marcha atrás por el ala conservadora de la administración PRO y se habló de su posible renuncia, dicho protocoló provocó un conflicto con Joaquín De la Torre y Julio Conte Grand, Secretario de Legal y Técnica, otro hombre ligado al conservadurismo eclesiástico, que algunos medios vincularon con su renuncia. Dejó el cargo con hospitales paralizados por acuerdos salariales sin cerrar y una profunda crisis sanitaria. En tanto médicos que denunciaron la situación de colapso en los sanatorios provinciales denunciaron amenazas e intimidaciones por parte del Gobierno provincial de María Eugenia Vidal

## Publicaciones
Realizó varias publicaciones.